# Matelea
Matelea là một chi thực vật hạt kín trong họ Apocynaceae. Nó chứa khoảng 200 loài, trong tiếng Anh được gọi chung là milkvine (dây sữa).

## Một số loài
| - Matelea alabamensis (Vail) Woodson - Matelea biflora (Raf.) Woodson - Matelea cynanchoides (Engelm. & A.Gray) Woodson - Matelea chimboracensis Morillo - Matelea denticulata (Vahl) Fontella & E.A.Schwarz - Matelea ecuadorensis (Schltr.) Morillo - Matelea fimbriatiflora Morillo - Matelea harlingii Morillo - Matelea honorana Morillo - Matelea lanata (Zucc.) Woodson | - Matelea jaramilloi Morillo - Matelea maritima (Jacq.) Woodson - Matelea obliqua (Jacq.) Woodson - Matelea orthoneura Morillo - Matelea parvifolia (Torr.) Woodson - Matelea pastazana Morillo - Matelea porphyrocephala Morillo - Matelea sprucei Morillo - Matelea variifolia (Schltr.) Woodson |

### Trước đây xếp trong chi này
- Gonolobus suberosus (L.) R.Br. (như là M. gonocarpos (Walter) Shinners hay M. suberosa (L.) Shinners)